# Nakskov
Nakskov är en tätort och stad i Lollands kommun i Region Själland i södra Danmark. Tätorten hade 12 758 invånare 2017. Nakskov ligger på ön Lollands västkust vid Nakskov Fjord och är öns största stad.
Staden var tidigare en betydande sjöfartsstad i Danmark, och var platsen där Østasiatisk Kompagni grundades i slutet av 1800-talet. Nakskov var likaledes i många år en viktig industristad med havregryns- och sockerfabriker som största verksamheter vid sidan om sjöfartsindustrin. Idag finns endast sockerfabriken kvar. För att visa på områdets långa historia av sockerproducent tack vare odling av sockerbetor finns Danmarks Sukkermuseum i staden.
Nakskovs stadskärna har bibehållit ett äldre utseende med många äldre hus samt små gator och gränder. Bland de mest framstående byggnaderna finns Sankt Nicolai kyrka som uppfördes i början av 1200-talet, köpmansgården Theisens gård från 1786 och Det gamle apotek uppfört 1645 med en tillbyggd barockfasad från 1777. I den byggnaden håller idag stadens turistbyrå till.
Orten ligger nära primærrute 9 och Tårs Færgehavn, där det finns färjeförbindelse med Langeland. Från stadens centrum är det 11 kilometer till Søllested, 27 kilometer till Maribo, 30 kilometer till Rødbyhavn, 55 kilometer till Nykøbing Falster och 160 kilometer till Köpenhamn.
Nakskovs järnvägsstation är slutstation för Lollandsbanan från Nykøbing Falster.
Tidigare har Nakskov utgjort centralort i dåvarande Nakskovs kommun.